# Gail Brewer-Giorgio
Gail Brewer-Giorgio (18 de marzo de 1939 – 25 de enero de 2025)
fues una autora estadounidense cuyos trabajos han especulado sobre la posibilidad de que el cantante Elvis Presley haya fingido su muerte en agosto de 1977.

## Origen de trabajo en teorías de la conspiración
Giorgio escribió una novela, Orion, en 1978, que describía cómo un popular cantante sureño que se hacía llamar «Orion» fingió su propia muerte para escapar de las presiones de la fama. Según Brewer-Giorgio, su editor inexplicablemente comenzó a recordar su novela, lo que la llevó a investigar las circunstancias que rodearon la muerte de Presley. Aproximadamente al mismo tiempo; un cantante real, que también se hacía llamar Orion, que sonaba y se parecía a Elvis, comenzó a realizar presentaciones con una máscara, aunque más tarde se reveló que este artista era un cantante poco conocido llamado Jimmy Ellis. Brewer-Giorgio afirma que el uso de su máscara se hizo sin su consentimiento y que ella no tenía conexión con Ellis o sus grabaciones.
Orion ha sido relanzado tres veces diferentes y actualmente está agotado. La primera edición tiene una cubierta blanca con un diseño y «Orion» escrito sobre el diseño. La segunda edición es azul con una cara impresa, mostrando solo los ojos de un cantante con una máscara encima y «Orion» escrito en rojo. La tercera edición tiene una cubierta negra y se lanzó solo en Europa.
Como resultado de sus investigaciones, Brewer-Giorgio publicó The Most Incredible Elvis Presley Story Ever Told en 1988. Más tarde se retituló Is Elvis Alive?, edición que a su vez fue publicada en español como ¿Está vivo Elvis?. Este libro fue descrito por el teórico de la comunicación Jonathan Sterne como una «mezcla peculiar de fenómenos paranormales, autobiografía y búsqueda de hechos». Como parte del lanzamiento del libro, Brewer-Giorgio apareció en programas como Larry King Live y The Oprah Winfrey Show.

## Reacciones a las obras de Brewer-Giorgio
El trabajo de Brewer-Giorgio tuvo un impacto en áreas no deseadas. Los fanáticos de Elvis habían estado pidiendo un sello postal con su imagen, pero las reglas del Servicio Postal de los Estados Unidos requerían que un candidato hubiera estado muerto durante 10 años. Elvis estaba bajo consideración en 1988; sin embargo, dadas las preguntas planteadas por Brewer-Giorgio y el aumento de los avistamientos de Elvis tras la publicación de su libro, el hecho de su muerte estaba en duda. Esto retrasó la publicación de un sello de Elvis hasta 1993.

## Obras publicadas
- Orion (1978)
- The Most Incredible Elvis Presley Story Ever Told (1988), retitulada luego Is Elvis Alive? y publicada en español como ¿Está vivo Elvis?
- The Elvis Files: Was His Death Faked? (1990)
- Elvis Undercover: Is He Alive and Coming Back (1999)
- Footprints in the Sand: The Life Story of Mary Stevenson, Author of the Immortal Poem (1995)